# Raptus (psicologia)
Il raptus (dal latino raptus, "rapimento") è un impulso improvviso di forte intensità che porta un soggetto a episodi di parossismo, in genere violenti. Può portare a uno stato ansioso e/o alla momentanea perdita della capacità di intendere e di volere.
Il raptus può spingere a effettuare gesti violenti o aggressivi, autolesivi o lesivi verso altri. Può anche manifestarsi come "automatismo"  quando risponde ad esigenze deliranti o allucinatorie. 
Nell'ambito del diritto penale e della psichiatria forense la carenza di controllo degli impulsi può essere considerata condizione di momentanea incapacità di intendere e di volere e quindi come attenuante per la commissione di reati.
Fattori che favoriscono l'espressione della aggressività sono l'assunzione di sostanze psicotrope (alcool, stupefacenti), con un effetto particolarmente spiccato per le droghe stimolanti (anfetamine, cocaina).